# زخمه بر زخم
زخمه بر زخم عنوان فیلمی است ساخته علیرضا انصاریان کارگردان ایرانی که در سال ۱۳۷۱ خورشیدی تولید شد. علیرضا انصاریان در فیلم زخمه بر زخم به سراغ هنرمندی مجنون و ناشناخته به نام بیوک آقا می رود و زیبایی برقراری ارتباط او در فیلم با شخصیت عجیب  بیوک آقا مورد تحسین منتقدین در داخل و خارج  از کشور قرار میگیرد. ناصر تقوایی در دهمین جشنواره تصویر سال درباره زخمه بر زخم گفت: سال 71 در یکی از جشنواره‌ها این فیلم را دیدم و فکر می‌کنم که یکی از بهترین فیلمهای زندگی‌ام را دیدم.
علیرضا انصاریان در خلاصه‌ی موضوع این مستند می نویسد : آدمی موجود پیچیده و غریبی است. پشت چهره آرام و ناآرامش تجربیات تلخ و شیرینی نهفته است که سرنوشت او را رقم زده‌اند. مستند زخمه بر زخم شرح حالی است از شخصیت گمنام یا به قولی مجنون از بیوک آقا.  فیلم زخمه بر زخم برنده لاله زرین و دیپلم افتخار بهترین فیلم در در بخش بین‌المللی سومین جشنواره سوره، فیلم منتخب برای نمایش در فستیوال دوریل پاریس و جشنواره لایپزیک در آلمان شده است و نیز در شبکه تلویزیونی آرته فرانسه و چند شبکه خارجی دیگر نیز پخش گردیده است. همچنین این فیلم در آبان ماه ۱۳۹۰ در در تالار سیف الله داد خانه سینما ایران مجدداً به نمایش در آمد.